# Jean Street Railway Bridge
Die Jean Street Railway Bridge ist eine Eisenbahnbrücke in der schottischen Stadt Port Glasgow in Inverclyde. 2005 wurde das Bauwerk in die schottischen Denkmallisten in der Kategorie C aufgenommen.

## Beschreibung
Die Steinbogenbrücke liegt im Stadtzentrum Port Glasgows neben der West Church und führt die Eisenbahngleise westlich des Bahnhofs von Port Glasgow über die Jean Street. Sie wurde im Zusammenhang mit der Einrichtung der Glasgow, Paisley and Greenock Railway, die 1841 eröffnet wurde, erbaut und gehört damit zu den älteren Eisenbahnbrücken in Schottland. Mit der Streckenplanung waren die Ingenieure Grainger und Miller betraut. Ob sie auch die Planung der Brücken zuständig waren, ist nicht geklärt. Die Strecke nahm 1841 ihren Betrieb auf und die Brücke wurde wahrscheinlich im Vorjahr fertiggestellt.
Die Betreibergesellschaft legte bei ihren Bauten Wert auf stilistische Details und die zwischenzeitlich abgerissenen Endbahnhöfe in Greenock and Glasgow gehörten zu den architektonisch bedeutendsten Bahnhofsgebäude in Schottland. Obschon die Jean Street Railway Bridge auf Grund ihrer geringen Ausmaße verhältnismäßig einfach gestaltet ist, spiegelt sie trotzdem Philosophie des Unternehmens wider. Die Brücke überspannt die Jean Street in einem Bogen. Sie besteht aus Sandstein, wurde jedoch an verschiedenen Stellen mit Backstein ausgebessert. An der Südseite tritt die Brüstung leicht hervor und wurde mit Backstein erhöht.